# MedNautilus
MedNautilus è un sistema di comunicazione via cavo sottomarino che collega i Paesi del mediterraneo orientale. È successore del precedente sistema LEV che collega Italia, Cipro e Israele. È stato avviato il servizio di trasmissione nel 2001.
I punti di emersione del cavo sono:
1. Catania, Sicilia, Italia
2. Chania, Creta, Grecia
3. Kropia, Grecia
4. Istanbul, Turchia
5. Tel Aviv, Israele
6. Haifa, Israele
7. Pentaskhinos, Cipro

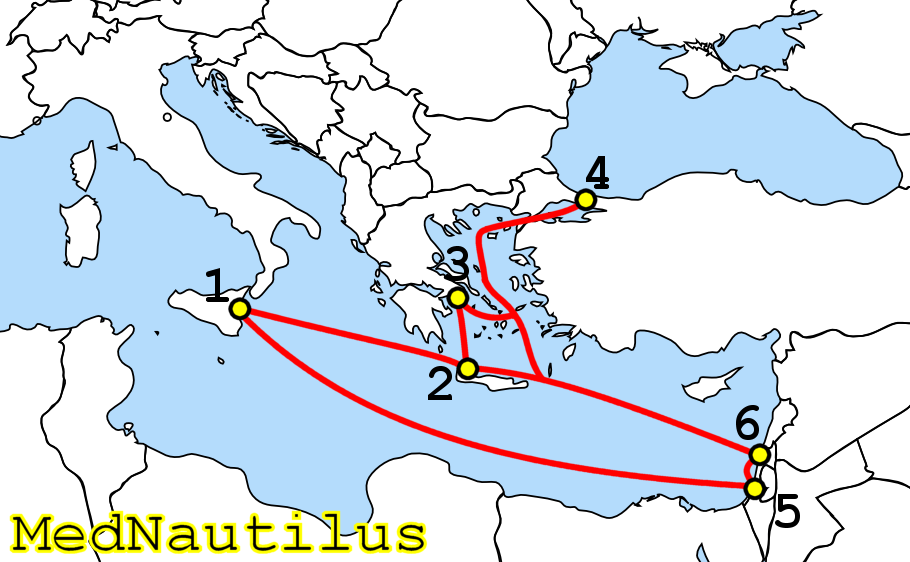
La rotta del cavo sottomarino(rosso)

Il sistema comprende 5729 km di cavo. La sua capacità totale di progetto è di 3,84 Tb/s su sei coppie di fibra ottica. Tutti i punti di emersione, eccetto quelli in Turchia e Cipro, sono serviti da un anello di cavo che assicura la non interruzione del servizio in caso che ci siano al suo interno dei malfunzionamenti o dei tratti recisi.
Telecom Italia,  che è proprietaria dei sistemi MedNautilus e LEV, ha detenuto il monopolio virtuale sulle comunicazioni attraverso cavi sottomarini da e verso Israele fino al 2012. In seguito è stato posato il sistema di cavi sottomarini Bezeq International Optical System verso l'Italia, con una capacità di 7,2 Tb/s. Verso la Francia e Cipro è stato posato un altro sistema dalla Tamares con una capacità di 42 Tb/s.